# Istanbul (filme)
Istanbul é um filme noir estadunidense dirigido por Joseph Pevney e estrelado por Errol Flynn e Cornell Borchers. Foi lançado em 23 de janeiro de 1957 pela Universal Pictures. Trata-se de um remake do filme Singapore de 1947.

## Elenco
- Errol Flynn ...James Brennan
- Cornell Borchers ...Stephanie Bauer / Karen Fielding
- John Bentley ...Inspetor Nural
- Torin Thatcher ...Douglas Fielding
- Leif Erickson ...Charlie Boyle
- Peggy Knudsen ...Marge Boyle
- Martin Benson ...Sr. Darius
- Nat "King" Cole ...Danny Rice
- Werner Klemperer ...Paul Renkov
- Vladimir Sokoloff ...Aziz Rakim
- Jan Arvan ...Kazim
- Nico Minardos ...Ali
- Ted Hecht ...Tenente Sarac
- David Bond ...Dr. Sarica
- Roland Varno ...Sr. Florian
- Hillevi Rombin ...aeromoça